# Sudan i olympiska sommarspelen 1984
Sudan deltog i de olympiska sommarspelen 1984 med en trupp bestående av sju deltagare, men ingen av dessa erövrade någon medalj.

## Boxning
Lätt flugvikt
- Alego Akomi
  1. Första omgången — Förlorade mot John Lyon (GBR), 0:5

## Friidrott
Herrarnas 5 000 meter
- Musa Gouda
  - Heat — 13:59,41 (→ gick inte vidare)

Herrarnas 10 000 meter
- Musa Gouda
  - Kval — 28:20,26
  - Final — 28:29,43 (→ 10:e plats)